# Aria (groupe)
Pour les articles homonymes, voir Aria (homonymie).
Aria (russe : Ария) est un groupe de heavy metal traditionnel russe, originaire de Moscou. Le groupe est formé en 1985 pendant la période soviétique. Selon l'opinion publique, Aria se classe parmi les dix groupes de rock russe les plus populaires,. Le style musical de Aria ressemble à celui des groupes NWOBHM, ce qui lui doit le surnom de « Iron Maiden russe » dans la presse spécialisée.

## Biographie

### Débuts

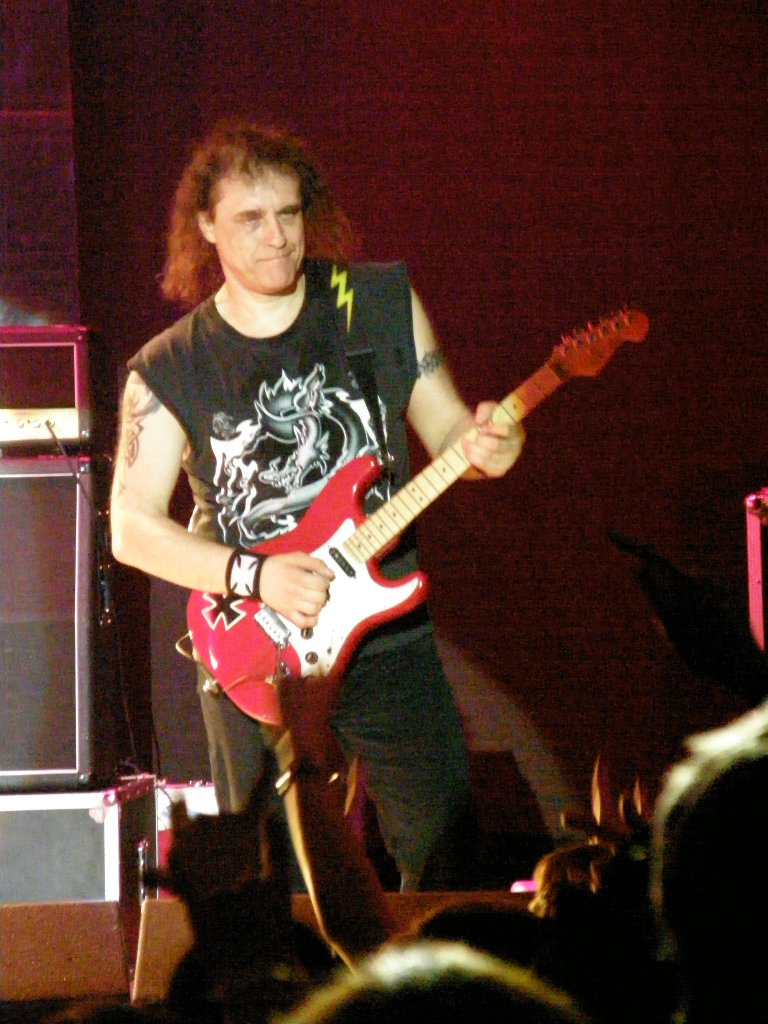
Le membre-fondateur Wladimir Kholstinine.

Les membres originaux de Arija recrutent, au printemps 1985, des membres de divers groupes musicaux à cette période soviétiques incluant le chanteur Valery Kipelov de Leïssia Pesnia (Лейся песня), le guitariste Vladimir Kholstinine, le bassiste Alik Granovsky Alfa (Альфа), le claviériste Kirill Pokrovsky et le percussionniste Alexandre Lwow de Poïouchtchie Serdza (Поющие сердца). Avec cette formation, le groupe enregistre un premier album, Mania velitchia (Мания величия) (La Folie des grandeurs), publié en octobre 1995. Lvov quitte peu après la publication de l'album et est remplacé par Igor Moltchanov de Alfa. Pour ses concerts, Arija recrute un second guitariste, Andreï Bolchakov de Bim Bom (Бим бом). Désormais avec deux guitaristes, Arija publie en 1986 son deuxième album S kem ty? (С кем ты?) ( Avec qui es-tu ?). Des tensions surviennent ensuite au sein du groupe notamment des problèmes personnels entre les deux guitaristes concernant l'orientation musicale du groupe.

### Période de la Perestroïka

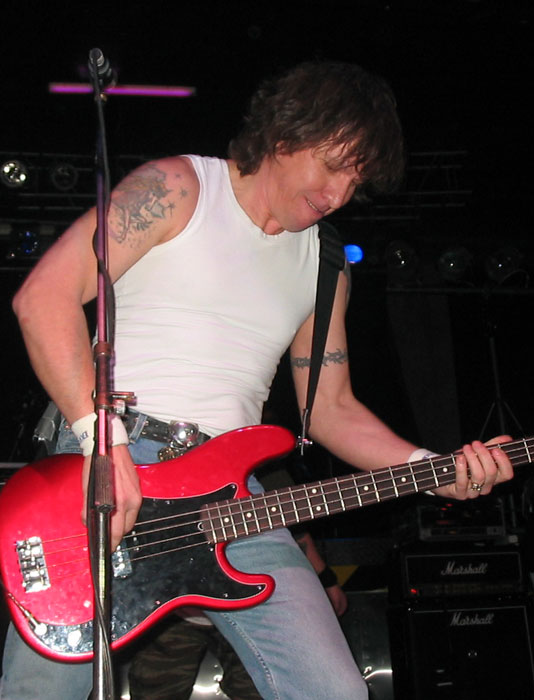
Le bassiste Vitali Doubinine.

La situation politique du groupe empêche ce dernier de jouer sur scène. Cependant, durant la Perestroïka, le manager du groupe, Viktor Weckstein, parvient à conclure un contrat avec le label local Melodia. Arija enregistre en un mois son futur album, initialement intitulé Na sloujbe sily sla. Melodia change de nom et publie l'album en 1987 sous format cassette audio. Les membres reçoivent 500 dollars pour les rengistrements. La version CD se vendra à plus d'un million d'exemplaires. À la fin de 1988, des tensions surgissent dans le groupe car Doubinine et Kholstinine ne souhaitaient plus être managés par Weckstein. Pour cette raison, Doubinine et Kholstinine écrivent seuls les chansons de l'album Igra s ogniom (Игра с огнём) (Jeu avec le feu). Ils travaillent aussi avec le batteur Alexandre Maniakine. L'album est publié en 1989. En 1989, Arija participe pour la première fois au Die Tage der Mauer de Berlin, en Allemagne. En 1991 sort leur cinquième album Krov za Krov (кровь за кровь) (sang pour sang). À cause du contexte politique au début des années 1990, l'intérêt pour le heavy metal décline en Russie ; Arija vend avec difficultés ses albums et ses concerts attire à peine 300 à 400 visiteurs. Le groupe décide par la suite de faire une pause.

### Après la pause

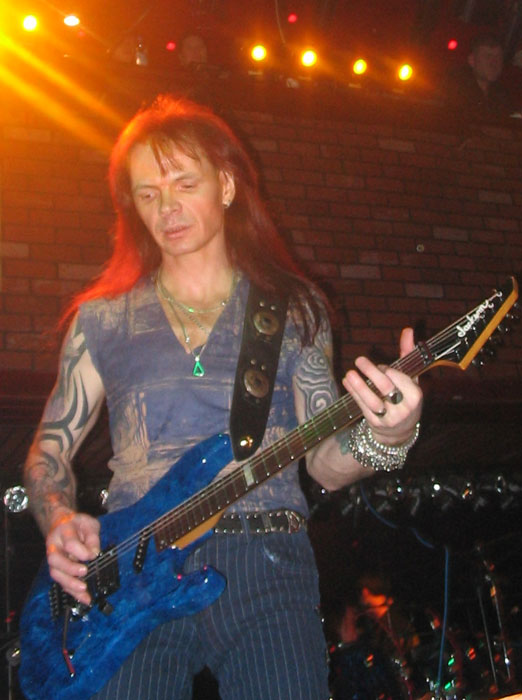
Le guitariste Sergueï Mavrine, en 2005.

Pendant la pause, Aria travaille sur un sixième album, Notch koroche dnia (Ночь короче дня). Les membres possèdent désormais leur propre studio, Aria Records. Au début de 1995, le guitariste Sergei Marwin quitte le groupe et est remplacé par Sergey Terentyev de Up To 30th. Avec cette formation, l'album est complété. Aria signe avec le label Moroz Records. En 1998 sort leur septième album Generator Zla (Генератор зла) chez Moroz Records. Sort ensuite en 1999 l'album Tribute to Harley-Davidson chez SNC Records, qui contient le single Poterianny raï (Потерянный Рай) (Paradis perdu). En 2001 sort l'album Khimera (Химера) (Chimère) suivi du single Schtiel (Штиль).

### Nouveau commencement

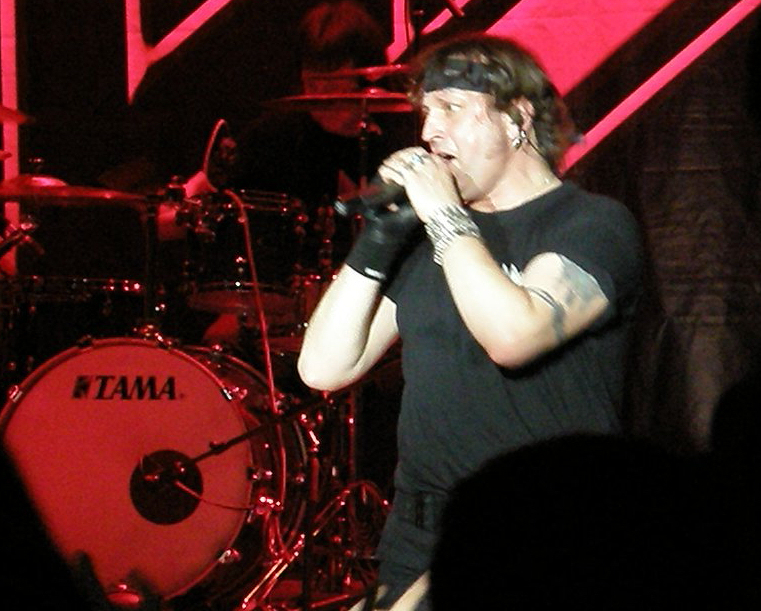
Le chanteur Artur Berkut.

Au début de 2002, Aria connait un changement radical : tous les membres, à l'exception de Doubinine et Kholstinine, quittent le groupe et forment un nouveau groupe, Master. Les deux musiciens qui restent réussissent à reformer le groupe. Ils ramènent le batteur Maxime Oudalov, et engagent le guitariste Sergueï Popov et le chanteur Artur Berkut.

## Style musical
La musique de Aria est très inspirée de celle des groupes de la New wave of British heavy metal des années 1980. Depuis ses débuts, le groupe a connu différents changements de line-up. Le chanteur Valery Kipelov était la voix de la majorité des albums réalisés par le groupe, il se sépare en 2002 et forme son propre groupe de heavy metal Kipelov. Plusieurs ex-membres du groupe Aria ont aussi formé le groupe russe Master.
Les membres du groupe n'ont qu'un faible rôle dans la rédaction des paroles. En effet, celles-ci sont écrites par la poétesse Margarita Pouchkina pour beaucoup. Le groupe traite de nombreux sujets différents, parmi lesquels la politique, avec notamment Что Вы Сделали с Вашей Мечтой? (qu'avez-vous fait de vos rêves?), qui traite du rêve communiste, parue en 1989, mais aussi la drogue avec Ангельская Пыль (Poudre d'ange), qui est un surnom de l'héroïne. L'auditeur doit cependant souvent faire preuve d'une grande connaissance des langue, culture et littérature russes pour en comprendre le sens, en effet les allusions à Pouchkine et autres grands écrivains russes sont fréquentes.
Till Lindemann et Richard Zven Kruspe du groupe Rammstein ont repris une chanson du groupe appelée Штиль, la version des musiciens allemands se verra germanisée et verra le jour sous le nom de Schtiel.

## Membres

### Membres actuels
- Mikhaïl Jitniakov (Михаил Житняков) — chant
- Vladimir Kholstinine (Владимир Холстинин) — guitare
- Serguei Popov (Сергей Попов) — guitare
- Vitaly Doubinine (Виталий Дубинин) — basse, voix additionnelles
- Maxime Oudalov (Максим Удалов) — batterie

### Anciens membres
- Artur Berkut - chant (2002-2011)
- Andreï Bolchakov - guitare (1985-1986)
- Sergueï Mavrine - guitare (1987-1995)
- Sergueï Terentouïev - guitare (1995-2002)
- Dmitriy Gorbatikov - guitare (1990)
- Valeriy Kipelov - chant (1985-2002)
- Alexeï Boulgakov - chant
- Alik Granovskiy - basse (1985-1986)
- Alexeï Boulkine - basse (1990]
- Alexandre Maniakine - batterie (1988-2002)
- Igor Moltchanov - batterie (1985-1986)
- Kirill Pokrovsky - clavier (1985-1986)

## Discographie

### Albums studio
- 1985 : Мания Величия
- 1986 : С кем Ты?
- 1987 : Герой Асфальта'
- 1989 : Игра с Огнём
- 1991 : Кровь за Кровь
- 1995 : Ночь Короче Дня
- 1998 : Генератор Зла
- 2001 : Химера
- 2003 : Крещение Огнём
- 2006 : Армагеддон
- 2011 : Феникс
- 2014 : Через все времена
- 2018 : Проклятье Морей

### Singles
- 2000 : Потерянный рай (Poteryaniy ray)
- 2002 : Колизей (Kolizey)
- 2006 : Чужой (Chuzhoy)
- 2009 : Поле Битвы (Pole Bitvy)

### Albums live
| Titre original            | Translittération           | Traduction                            | Année de sortie |
| ------------------------- | -------------------------- | ------------------------------------- | --------------- |
| Сделано в России          | Sdelano v Rossii           | Fait en Russie                        | 1995            |
| В Поисках Новой Жертвы... | V Poiskah Novoy Zhertvy... | À la recherche d'une nouvelle victime | 2003            |
| Живой Огонь               | Zhivoy Ogon'               | Feu vivant                            | 2004            |
| Пляска Ада                | Plyacka Ada                | Danse de l'enfer                      | 2007            |
| Герой Асфальта: ХХ лет    | Geroy Asfalta: XX let      | Heros de l'asphalte: XX ans           | 2008            |

### Compilations
| Titre original          | Translittération     | Traduction                   | Année de sortie |
| ----------------------- | -------------------- | ---------------------------- | --------------- |
| Легенды русского рока   | Legendy ruskovo roka | Les légendes du rock russe   | 1997            |
| Лучшие песни            | Luchie pesni         | Les meilleures chansons      | 1999            |
| Grand Collection        | Grand Collection     | Grande Collection            | 2000            |
| Легенды русского рока-2 | Legendy ruskovo roka | Les légendes du rock russe 2 | 2003            |

### Autres albums
| Titre original             | Translittération           | Traduction                | Année de sortie | Particularité(s) |
| -------------------------- | -------------------------- | ------------------------- | --------------- | --- |
| АваРИЯ                     | AvaRIA                     | Accident                  | 1997            | Album de Dubinin, bassiste de Aria qui se retrouve au chant, et de Kholstinin le guitariste qui reprennent les plus grands hits du groupe. |
| Tribute to Harley Davidson | Tribute to Harley Davidson | Hommage à Harley Davidson | 1999            | Deux nouvelles chansons, une reprise de Manowar (Return of the Warlord) et de Golden Earring (Going to the Run) adaptées en russe par la poétesse et parolière Pushkina et une reprise de leur propre tube Герой Асфальта.                                                                  |
| 2000 и одна ночь           | Dve tysyachi i odna noch'  | 2000 et une Nuits         | 1999            | Album de reprises des meilleurs tubes qu'ils ont « rajeunis » plus 2 nouvelles chansons Потерянный Рай (Le Paradis Perdu) et Кто Ты? (Qui es-tu ?) |
| Дальнобойщики-2            | Dal'noboyschiki 2          | Hard Truck 2              | 2000            | Musique du film Дальнобойщики-2 qui comporte principalement des versions instrumentales de leurs chansons. |
| Штиль                      | Schtil'                    | Calme                     | 2002            | Deuxième album de reprises « rajeunies » avec de nouvelles chansons, You'd Better Believe Me (reprise en anglais de leur tube Не Хочешь - Не Верь Мне), Свобода (Liberté reprise de Cry for Freedom de White Lion), Машина Смерти (Machine de la mort) et Дай Руку Мне (Donne-moi la main). |
| Беспечный ангел            | Bespechniy angel           | Ange insouciant           | 2004            | Pour la troisième fois un album de reprises, mais cette fois il se compose uniquement des versions originales mélangées à des versions lives, la première chanson de l'album est interprétée par le nouveau chanteur Artur Berkut.                                                          |